# Années 1050
Les années 1050 couvrent la période de 1050 à 1059.

## Événements
- Vers 1050 : la tradition attribue à Baramendena, de la famille des Keita, la fondation de la principauté à l’origine de l’empire du Mali. À la suite d’une sécheresse catastrophique qui faillit dresser son peuple contre lui, il se convertit à l’Islam sur le conseil d’un saint marabout almoravide. Il se rend en pèlerinage à la Mecque, reçoit le nom d’El Moslemani et prend le titre de sultan, que porte alors seulement cinq souverains dans le monde musulman. Les habitants du royaume demeurent animistes[1].
- 1051-1055 : prise  d'Ispahan (1051) et de Bagdad (1055) par les Seldjoukides de Toghrul-Beg[2].
- 1052 : invasion des Arabes hilaliens en Ifriqiya ; ils mettent à sac Kairouan en 1057[3].
- 1054-1055 : disette et troubles en Égypte fatimide[4].
- 1054 : les Almoravides attaquent l'empire du Ghana et détruisent Aoudaghost[5].
- 1055-1059 : les Almoravides contrôlent Sijilmassa et font la conquête du sud marocain[6].
- 1055-1113 : en Inde, Ramanuja (1017-1137) définit la philosophie non dualiste[7].
- Vers 1056 : Dromtönpa, successeur d’Atisha, fonde le monastère de Reting, siège du bouddhisme tibétain kadampa[8].

### Europe
- Vers 1050 : le port d'Oslo est fondé en Norvège par Harald Hardrada [9].
- Après 1050 : début de l’immigration de Juifs Karaïtes, qui préconisent le retour à l’interprétation directe des textes, d’Irak et d’Égypte vers Byzance. La coexistence avec les Juifs Romaniotes (pour qui le commentaire rabbinique prévaut sur la lecture directe) est difficile, tant qu’Alexis Ier Comnène est obligé de faire construire à Constantinople un mur entre les deux communautés[4].
- 1050 : Pise s’installe en Corse et en Sardaigne après en avoir chassé les musulmans (1017-1050)[10]. Les républiques maritimes italiennes commencent à maîtriser la Méditerranée occidentale[11].

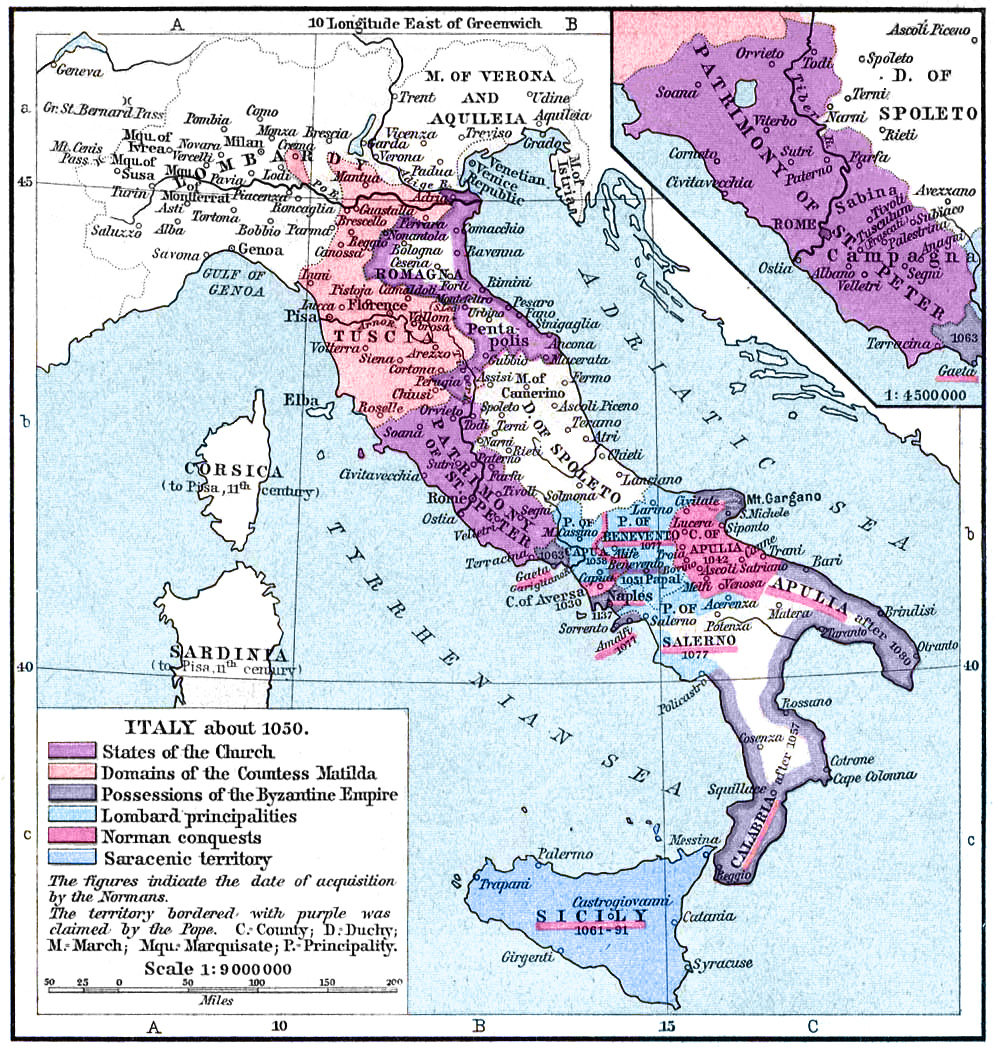
Italie vers 1050.

- 1050-1130 : mouvement communal en Lombardie, Ligurie et Toscane[12].
- 1050-1079 : controverse sur l’eucharistie suscitée par le théologien Bérenger de Tours. De 1050 à 1079, huit conciles condamnent ses thèses et lui demandent de faire amende honorable[13].
- 1053 : victoire des Normands sur Léon IX à bataille de Civitate en Italie du Sud. Le pape, prisonnier, doit reconnaitre les possessions normandes en Apulie et en Calabre[14]. Les Normands, relativement peu nombreux, administrent harmonieusement et efficacement leurs territoires. Ils utilisent opportunément les compétences des populations qui composent leurs sujets (Italiens, Sarrasins, Grecs et Français), qui conservent leur identité. La flotte normande est composée de Grecs, le système fiscal découle du modèle arabe… L’État est centralisé sur le modèle féodal importé de Normandie. Il est assez fort pour résister au mouvement de désintégration que connaît le reste de la péninsule et pour combattre les menaces provenant de la papauté comme des Empires d’Orient et d’Occident.
- 1054 : séparation des Églises d'Orient et d'Occident[14].
- 1056-1075 : mouvement religieux de Pataria en Lombardie[15].

## Personnages significatifs
- Anawrahta
- Anne de Kiev
- Adélaïde de Suse
- Agnès d'Aquitaine
- Diarmait mac Mail na mBo
- Édouard le Confesseur
- Ferdinand Ier de Castille
- Guillaume le Conquérant
- Harald II de Norvège
- Harold II d'Angleterre
- Henri IV du Saint-Empire
- Isaac Ier
- Macbeth Ier d'Écosse
- Malcolm III d'Écosse
- Marianus Scotus
- Mathilde de Flandre
- Michel Ier Cérulaire
- Michel VI
- Mihailo Voislav
- Othon Ier de Savoie
- Roger Ier de Sicile
- Robert Guiscard
- Sanche IV de Navarre
- Théodora Porphyrogénète
- Udayādityavarman II
- Youssef Ibn Tachfin